# 杜順
杜 順（と じゅん、557年（太平2年） - 641年1月2日（貞観14年11月15日））は、中国華厳宗の初祖とされる僧。俗姓は杜。雍州万年県（陝西省西安市長安区）の出身。

## 生涯
18歳で出家、因聖寺の僧珍に師事した。その後、驪山に棲居を構えて定業を修めたという。
感通篇に立伝される、神秘的な伝説に彩られた人物である。民衆と野に伏しながら病気直しなどを行ったとされる。普賢行を修し、文殊の化身と考えられた。義善寺で寂し、樊川北原に葬られた。
『続高僧伝』巻25「感通篇」には「唐雍州義善寺釈法順」としてその伝記が収録されている。また中国天台宗系の書である『仏祖統紀』巻29には、「文殊は今、終南山に住み給えり。杜順和上はこれなり」と、杜順を文殊菩薩の生まれ変わりであるとしている。

## 逸話
- 慶州で人々を教え導いた際、斎食（お寺で出す食事）を五百人と制限したが、倍の人数がやってきた。それでも食事が足りた（新約聖書のキリストの事績にも同様のことがルカ9:10-17に記されている）。
- 大変性質が荒く売ろうとしても引き取り手のない牛に杜順が声をかけると大人しくなった。

## 著作
杜順は、『法界観門（ほっかいかんもん）』を著したと言われてきた。本書は、「真空観」「理事無礙観」「周遍含容観」の三部に別れ、後に澄観によって整備された四法界説の原型が見られる。しかし、本書については法蔵の『発菩提心章』の抄出がみられる等の見解が発表され、現在では概ね杜順の作とは考えられていない。
また、『五教止観』を著したとも伝えられているが、これに関しても中国禅宗の隆盛下で独自の修法を持たない華厳宗が、自宗の権威を高めるために杜順に擬して作成されたものではないかと見られている。